# Photogenics
 (octobre 2012).
Si vous disposez d'ouvrages ou d'articles de référence ou si vous connaissez des sites web de qualité traitant du thème abordé ici, merci de compléter l'article en donnant les références utiles à sa vérifiabilité et en les liant à la section « Notes et références ».
Photogenics est un logiciel de traitement d'images, développé à l'origine pour les ordinateurs Amiga, il est maintenant disponible pour Windows, Pocket PC et Linux.

## Fonctionnalités
Photogenics permet la modification WYSIWYG d'images bitmap par application d'effets à travers des masques. 
Les masques sont travaillés à l'aide de brosses et peuvent être combinés. 
L'effet est appliqué de manière proportionnelle à la marque laissée par la brosse. Il est possible d'utiliser une image A comme masque pour une image B, en plus de la marque de la brosse (paint layer).
Photogenics permet aussi l'étirement, le découpage, la rotation et le zoom des images.
Photogenics comporte une panoplie d'effets tels que brillance, contraste, lissage, masque flou, pixelisation, ..., il y plusieurs brosses différentes tel que : stylo, aérographe, pinceau. et plus de 20 formats de fichiers bitmap sont supportés, notamment JPEG, BMP, ILBM, PNG.

## Compatibilité

### version 1.2
- AmigaOS à partir de la version 2.0
- Processeur Motorola 68020 ou plus rapide conseillé.
- supporte les tablettes graphiques Wacom

### version 5.0
- Windows 95, ME, 2000, XP

## Histoire
- 1995. Version 1.2
- 2003. Version 5.0